# النبی ساموئل
النبی ساموئل (به لاتین: Nabi Samwil) یک منطقهٔ مسکونی در دولت فلسطین است.

## خصوصیات
النبی ساموئل ۲۲۰ نفر جمعیت دارد.